# Lekkoatletyka na Letnich Igrzyskach Olimpijskich 1980 – chód na 50 km mężczyzn
Chód na 50 kilometrów mężczyzn podczas XXII Letnich Igrzysk Olimpijskich w Moskwie rozegrano 30 lipca 1980 o 17:00 na ulicach Moskwy. Meta znajdowała się na Stadionie Łużniki. Zwycięzcą został reprezentant Niemieckiej Republiki Demokratycznej Maurizio Damilano, który ustanowił nowy rekord olimpijski rezultatem 3:49:24.

## Rekordy

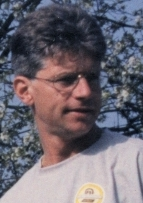
Hartwig Gauder

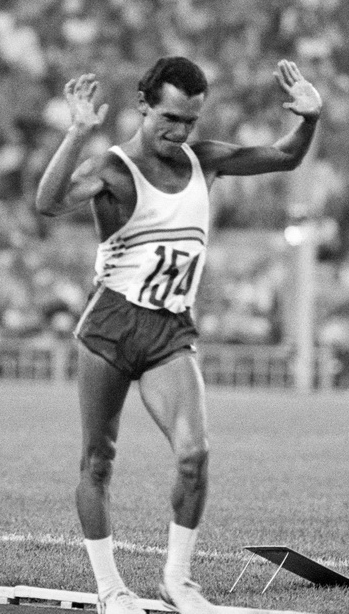
Jordi Llopart

|                   | Zawodnik         | Narodowość | Czas      | Data                 | Miejsce    |
| ----------------- | ---------------- | ---------- | --------- | -------------------- | ---------- |
| Rekord świata     | Raúl González    | Meksyk     | 3:41:10   | 11 czerwca 1978(dts) | Podiebrady |
| Rekord olimpijski | Bernd Kannenberg | RFN        | 4:56:11,6 | 23 lipca 1972(dts)   | Monachium  |

## Wyniki
| Poz. - pozycja |
| – rekord świata \| – rekord krajowy \| – rekord życiowy \| = – wyrównany rekord życiowy \| · – najlepszy wynik w sezonie \| = – wyrównany najlepszy wynik w sezonie \| – rekord olimpijski |
| Fn – falstart \| DNF – nie ukończył \| DNS – nie wystartował \| DSQ – zdyskwalifikowany |

| Poz. | Zawodnik              | Narodowość      | Rezultat | Uwagi |
| ---- | --------------------- | --------------- | -------- | ----- |
| 1    | Hartwig Gauder        | NRD             | 3:49:24  | [ 1 ] |
| 2    | Jordi Llopart         | Hiszpania       | 3:51:25  |       |
| 3    | Jewgienij Iwczenko    | ZSRR            | 3:56:32  |       |
| 4    | Bengt Simonsen        | Szwecja         | 3:57:08  |       |
| 5    | Wiaczesław Fursow     | ZSRR            | 3:58:32  |       |
| 6    | Josep Marín           | Hiszpania       | 4:03:08  |       |
| 7    | Stanisław Rola        | Polska          | 4:07:07  |       |
| 8    | Willi Sawall          | Australia       | 4:08:25  |       |
| 9    | László Sátor          | Węgry           | 4:10:53  |       |
| 10   | Pavol Blažek          | Czechosłowacja  | 4:16:26  |       |
| 11   | Ian Richards          | Wielka Brytania | 4:22:57  |       |
| 12   | Christos Karajeorjos  | Grecja          | 4:24:36  |       |
| 13   | Juraj Benčík          | Czechosłowacja  | 4:27:39  |       |
| 14   | Enrique Peña          | Kolumbia        | 4:29:27  |       |
| 15   | Ernesto Alfaro        | Kolumbia        | 4:46:28  |       |
| –    | Daniel Bautista       | Meksyk          | DNF      |       |
| –    | Martín Bermúdez       | Meksyk          | DNF      |       |
| –    | Bohdan Bułakowski     | Polska          | DNF      |       |
| –    | Raúl González         | Meksyk          | DNF      |       |
| –    | Bo Gustafsson         | Szwecja         | DNF      |       |
| –    | Gérard Lelièvre       | Francja         | DNF      |       |
| –    | Reima Salonen         | Finlandia       | DNF      |       |
| –    | David Smith           | Australia       | DNF      |       |
| –    | Uwe Dünkel            | NRD             | DSQ      |       |
| –    | Boris Jakowlew        | ZSRR            | DSQ      |       |
| –    | Dietmar Meisch        | NRD             | DSQ      |       |
| –    | Jaromír Vaňous        | Czechosłowacja  | DSQ      |       |
| –    | Alf Brandt            | Szwecja         | DNS      |       |
| –    | Aristidis Karajeorjos | Grecja          | DNS      |       |